# Vaux-Andigny
Vaux-Andigny är en kommun i departementet Aisne i regionen Hauts-de-France i norra Frankrike. Kommunen ligger  i kantonen Wassigny som ligger i arrondissementet Vervins. År 2022 hade Vaux-Andigny 923 invånare.

## Befolkningsutveckling
Antalet invånare i kommunen Vaux-Andigny
Referens: INSEE